# Johannes Gaitanides
Johannes Gaitanides (auch Hans Gaitanides; * 1909 in Dresden; † 1988 in Schondorf am Ammersee) war ein griechisch-deutscher Schriftsteller und Publizist.

## Leben
Gaitanides war der Sohn eines griechischen Vaters und einer deutschen Mutter. Er studierte an der Ludwig-Maximilians-Universität München Deutsche Literatur, Geschichte und Geografie und wurde 1936 promoviert. 
Über seine Tätigkeit im Zweiten Weltkrieg gibt es verschiedene Darstellungen: Während er selbst von einer Tätigkeit im Verlagswesen und in der Historischen Kommission bei der Bayerischen Akademie der Wissenschaften und sogar von einer Emigration nach Griechenland aus politischen Gründen berichtete, sehen andere eine Kriegsteilnahme als Kriegsberichterstatter und Sonderführer der Waffen-SS. In seinem 1940 erschienenen Werk Neues Griechenland schrieb Gaitanides: „… in Griechenland gibt es keine Judenfrage, nur in der Türkenzeit haben Juden eine bedeutsamen Stellung gehabt, ihre Gefährlichkeit ist weiterhin durch ihre geringe internationale Versippung eingeschränkt.“ In der Sowjetischen Besatzungszone wurde das Werk auf die Liste der auszusondernden Literatur gesetzt.
Nach dem Krieg nannte sich Gaitanides Johannes (statt wie bisher in der Kurzform Hans). Er begann als freier Publizist für verschiedene Zeitungen und als politischer Kommentator für den Bayerischen Rundfunk zu schreiben. In den 1970er Jahren war er leitender Redakteur beim Donaukurier in Ingolstadt.
Bedeutung erlangte Gaitanides mit seinen zahlreichen Publikationen über Griechenland, das er regelmäßig bereiste. So wie die Werke von Jacques Lacarrière für das französischsprachige Publikum das Bild von Griechenland prägten, waren Gaitanides’ Werke für das deutschsprachige Publikum von Bedeutung. Sein Buch Griechenland ohne Säulen, das die Geschichte Griechenlands in der Neuzeit erzählt, galt als Standardwerk. Seine Werke wurden in viele Sprachen übersetzt (Englisch, Niederländisch u. a.).
1964 wurde Gaitanides mit dem Theodor-Wolff-Preis ausgezeichnet. Er starb 1988 in seinem Wohnort Schondorf am Ammersee.
Sein Sohn Thomas Gaitanides wurde ebenfalls Redakteur beim Bayerischen Rundfunk.

## Werke

### Bücher über Griechenland
- Neues Griechenland. Stollberg, Berlin 1940.
- Griechen (= Umgang mit Völkern. Bd. 2). Luken & Luken, Berlin 1943.
- Griechenland ohne Säulen. List, München 1955, ISBN 3-471-77656-7; neu bearbeitete und erweiterte Auflage. München 1978, ISBN 3-471-77615-X.
- Kapitel Griechenland. In: Woanders lebt man anders. Illustriert von Hans Georg Lenzen. Praesentverlag Heinz Peter, Gütersloh 1962.[5]
- Inseln der Ägäis - Schwestern der Aphrodite. List, München 1962.
- mit Fritz Funk: Griechisches Festland. Thiemig, München 1965.
- mit Fritz Funk: Griechische Inseln. Thiemig, München 1966.
- mit Rudolf Schneider Manns-Au: Traumfahrten durch die Ägäis. Molden, Wien 1971.
- mit Susanne I. Worm: Ägäisches Trio. Kreta, Rhodos, Zypern. List, München 1974
- Das Inselmeer der Griechen. Landschaft und Menschen der Ägäis. Molden, Wien 1979; neu überarbeitet und mit einem Nachwort versehen von Thomas Gaitanides. Frederking und Thaler, München 2004, ISBN 3-89405-227-9.
- Griechisches allzu Griechisches. Mediterrane Essays. Molden, München 1982, ISBN 3-88919-001-4
- mit Doris Christidis: Aus griechischen Küchen. BLV, München 1986, ISBN 3-405-13206-1.

### Weitere Publikationen
- Versuch einer physiognomischen Stilanalyse (Dissertation über den Lyriker Georg Rodolf Weckherlin), München, 1936.
- (Hrsg.) Oclla, das Mädchen mit den versteinerten Augen. Eine Geschichte der Indios, erzählt von dem Gaucho Pablo Ché. Niedergeschrieben von Karl Herb. Schauer, Frankfurt am Main 1948.
- Passion Europa. Variationen über ein fast konservatives Thema. Vorwerk, Stuttgart 1956.
- Europa: Luzifer unter den Kulturen. Ein Essai. In: Aus Politik und Zeitgeschehen, Beilage zur Wochenzeitung Das Parlament. 1956.
- Die letzte Brücke. Glanz und Elend der Vereinten Nationen. In: Sonntagsblatt. 1958.
- A Word on the Impotence of German Literature. In: Walter Stahl (Hrsg.): Education for democracy in West Germany. Achievements, shortcomings, prospects. Praeger, New York 1961.
- Die Zukunft des Kommunismus. List, München 1963.

### Sendungen im Bayerischen Rundfunk
- Kunst und Kritik. Warum nicht Bilder vermieten? Johannes Gaitanides zur Linderung der Künstlernot. 20. März 1950.
- Mittwoch-Kommentar. 16. August 1950.
- Bücher aus Griechenland. 22. August 1950.[6]

### Zeitschriften
- Hellenika. Zeitschrift für deutsch-griechische kulturelle und wirtschaftliche Zusammenarbeit, redigiert von Gaitanides ab 1964.
- mit Gustav Faber und Kostas Montis: Zypern (= Merian. Jg. 23, H. 10). Hoffmann und Campe, Hamburg 1970.